# Амацумикабоси
Амацумикабоси (яп. 天津甕星) — в синтоизме — ками, мужское божество, из японской мифологии Также известен как Амэ-но-кагасе-о (яп. 天香香背男), Хаси-но-кагасе-о (яп. 星神香香背男) или Кагасе-о (яп. 香香背男), изначально был злобным синтоистским богом
Под влиянием китайского буддизма, бог был отождествлен с Мёкэн, либо как Полярная звезда, либо как Венера, прежде чем был объединен с богом всех звезд, Ама-но-ми-нака-нуси (яп. 天之御中主神).
Он попутно упоминается в «Нихон сёки» как подчиненный Такемикадзути во время завоевания последним земель страны Идзумо, и иногда отождествляется с фигурой Такеминаката-но ками в «Кодзики».